# Конаково
Конаково — місто у Російській Федерації, адміністративний центр Конаковського району Тверської області.
Населення — 33560 осіб (2021 р.).
Місто розташоване на березі Іваньківського водосховища на Волзі, у 82 км на південний схід від Твері та у декількох кілометрах від адміністративної межі Московської області.

## Історія
У серпні 1809 у селі Домкіно аптекарем Фрідріхом-Християном Бріннером була відкрита фаянсова фабрика. Згодом, у зв'язку з економічним зростанням підприємства та особливостями збуту продукції, виробництво було перенесено в сільце Кузнєцово.
З першої половини XIX століття Кузнєцово отримало широку популярність завдяки найбільшому в Росії виробництву побутового та художнього фаянсу. З 1870 спостерігається різкий стрибок зростання виробництва. Підприємство виходить на всеросійський рівень.
У 1929 назва селища змінюється на Конаково. Назву була вибрано за результатами конкурсу, за пропозицією працівниці фабрики Марії Вікуловни Ілютіної. Населений пункт був названий на честь революціонера Порфирія Петровича Конакова.
У Конаковському муніципальному архіві зберігається копія виписки з протоколу № 69 засідання Президії Всеросійського центрального виконавчого комітету Рад від 2 березня 1937 — про перенесення центру Конаковського району з міста Корчева у робітниче селище Конаково і перетворення останнього в місто.

## Сучасний стан
Масова трудова еміграція до Москви.

## Відомі мешканці
- Хлопуша (Афанасій Тимофійович Соколов) — польовий командир Омеляна Пугачова.
- Порфирій Конаков — революціонер (есер).
- Юрій Красавін (1938—2013) — російський письменник.
- Валерій Дєрєндяєв — заслужений біолог РФ.
- Ігор Захаркін — колишній старший тренер збірної РФ з хокею.